# Depok
Depok (sundsky ᮓᮦᮕᮧᮊ᮪) je město v provincii Západní Jáva v akronymu Jabotabek v Indonésii. Má rozlohu 200,29 km2. Podle sčítání lidu v roce 2021 mělo město 2.462.215 obyvatel s hustotou 8 746 osob/km2. Většina obyvatel Depoku věří v islámskou víru (s výjimkou potomků původní zakládající rodiny)

## Historie
Depok slovo je zkratka z výrazu De Eerste Protestantse Organisatie van Christenen (indonésky Organisasi Kristen Protestan Pertama, česky První protestantská křesťanská organizace). V Depoku se říká, že slovo "depok" pochází ze sundánského jazyka což znamená poustevna nebo bydliště jednoho žijícího člověka v ústraní.
18. května 1696 koupil bývalý důstojník VOC Cornelis Chastelein pozemek o rozloze 12,44 km2, což je 6,2% plochy dnešního (2018) Depoku. Kromě kultivace oblasti s průmyslovými rostlinami za pomoci místních obyvatel byl Chastelein aktivní jako misionář, který kázal křesťanství indickým obyvatelům města. Za tímto účelem zřídil místní shromáždění s názvem De Eerste Protestante Organisatie van Christenen (DEPOC).
Před svou smrtí napsal Chastelein (28. června 1714) závěť, která osvobodila otroky Depoku. V roce 1714 se 12 otrokářských rodin stalo pronajímateli a osvobodily muže, ženy a děti. Osvobození otroci jsou také označováni jako Mardijkeri, odvozeno od indonéského slova Merdeka znamenájící svobodu.

## Starostové
- Moch. Rukasah Suradimadja (1982–1984)
- I. Tamdjid (1984–1988)
- Abdul Wachyan (1988–1991)
- Moch Masduki (1991–1992)
- Sofyan Safari Hamim (1992–1996)
- Badrul Kamal (1997–2005)
- Nur Mahmudi Ismail (2005–2015)
- Idris Abdul Somad (2015–dosud)

## Kultura

### Obchody, restaurace a fast foody
Depok má rostoucí eklektickou sbírku obchodních center a tradičních trhů. Nákupní střediska a obchody v Dopoku: Mall Depok, Depok Plaza a SixtyOne Building a Depok ITC. Depok má mnoho místních restaurací a několik mezinárodních řetězců jako jsou A&W, Burger King, CFC, KFC, McDonald's, Pizza Hut, Starbucks, a Dunkin Donuts.
Tradiční Depokské trhy (markets): Depok Baru, Depok Lama, Kemiri, PAL, Agung, Musi a Majapahit.

### Vzdělání
V Depoku se nachází několik soukromých jazykových škol: EF English First, International Language Programs (ILP), Lembaga Indonesia Amerika (LIA), The British Institute (TBI), Lembaga Pendidikan Amerika Indonesia (LPIA) a několik dalších menších jazykových škol.

### Sport
Depok je domovským městem fotbalového týmu Persikad Depok a Depok United FC, který v současné době (2018) hraje v indonéské Lize 2.

## Partnerská města
Depok je partnerské město s:
- Ōsaki, Prefektura Kagošima, Japonsko[5]